# Jan P. Grabowski

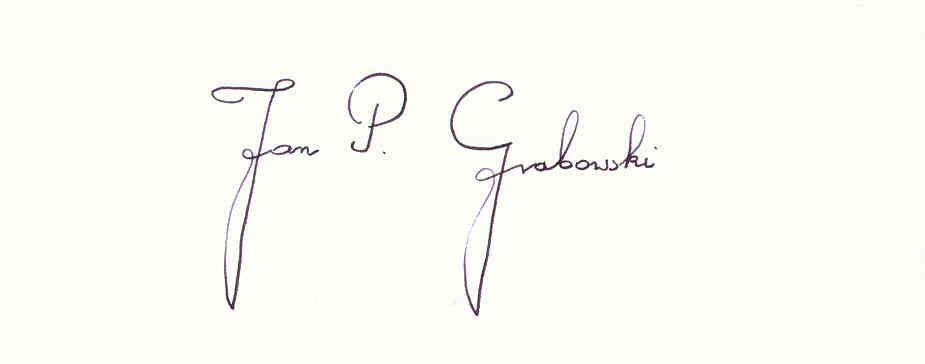
Autograf

Jan P. Grabowski (ur. 8 czerwca 1947 w Malborku) – polski poeta i prozaik.

## Życiorys
Jego rodzice, Stefan i Wanda z domu Kownacka, pochodzili z Wołynia. Poznali się jesienią 1945 roku w Malborku. W 1966 roku Jan P. Grabowski złożył egzamin dojrzałości w Liceum Ogólnokształcącym im. Henryka Sienkiewicza w Malborku. W roku 1975 ukończył filologię polską na Wydziale Humanistycznym Uniwersytetu Mikołaja Kopernika w Toruniu. W 1982 przeprowadził się z Malborka do Gdańska.
Debiut poetycki Jana P. Grabowskiego miał miejsce 1 października 1977 roku w „Dzienniku Bałtyckim”, gdy wydrukowany został wiersz pt. Dotykanie czasu. Debiut prozatorski ukazał się natomiast w tygodniku „Literatura” 1 grudnia tego samego roku. Było nim opowiadanie pt. Jak szukanie śladów ptaka w powietrzu, albo dróg ryby w wodzie opublikowane.
W swoim dorobku ma osiemnaście książek autorskich. Zajmuje się twórczością poetycką i prozatorską. Swoje utwory publikował m.in. w: „Dzienniku Bałtyckim” (1977–1978, 1982–1984, 1986, 2004, 2012), „Literaturze” (1977, 1990), „Nowym Wyrazie” (1979), „Warmii i Mazurach” (1979), „Tygodniku Kulturalnym” (1979, 1981, 1984, 1986), „Głosie Wybrzeża” (1980, 1983), „Nadodrzu” (1980–1982, 1984), „Ziemi Gorzowskiej” (1980–1981, 1983), „Tu i Teraz” (1982), „Morzu i Ziemi” (1983, 1986), „Poezji” (1986), „Królowej Apostołów” (1986, 1988), „Kulturze” (1986–1987), „Gwieździe Morza” (1987), „Katoliku” (1987), „Słowie Powszechnym” (1987), „Kierunkach” (1988), „Tygodniku Powszechnym” (1989), „W drodze” (1990–1991), „Czasie Kultury” (1991), „Tyglu” (1991), „Słowie” (1995), „Borussi” (1996), „Być razem” (1997), „Siódmej Prowincji” (1997), „Świętokrzyskim Kwartalniku Literackim” (1997), „Wiadomościach Kulturalnych” (1997), „Przeglądzie Literacko-Artystycznym” (1998), „Gazecie Malborskiej” (2003, 2008–2009, 2011–2012, 2015–2016), „Absolwencie” (2005–2006), „Prowincji” (2010), „Podglądzie” (2015, 2017).
Jako twórca literatury używa także drugiego imienia Piotr, aby uniknąć błędnej identyfikacji tożsamości. Mylony jest bowiem z żyjącym w latach 1882–1950 Janem Grabowskim, pisarzem i pedagogiem, autorem literatury dziecięcej.

## Twórczość
- Zabójstwo Ahuramazdy, wybór opowiadań, Gdańsk, Wydawnictwo Morskie, 1979, s. 151.
- Ukryte spojrzenie, minipowieść, Gdańsk, Wydawnictwo Morskie, 1980, s. 124.
- Dotknięcie mroku, arkusz poetycki, Gorzów Wielkopolski, Gorzowskie Towarzystwo Kultury, 1981, s. 15.
- Żółta poczekalnia, wybór wierszy, Warszawa, Ludowa Spółdzielnia Wydawnicza, 1984, s. 115.
- Deszcz i płomień, tomik wierszy, Gdańsk, Wydawnictwo Morskie, 1988, s. 84.
- Łaska widzenia. Wiersze z lat 1983–1988, Warszawa, S. W. „Czytelnik”, 1990, s. 53.
- Wiersze wybrane, Duszniki-Zdrój, Zabytkowa Papiernia-Muzeum w Dusznikach-Zdroju, 1991, s. 43.
- Strefa nocy, powieść, Warszawa, Wydawnictwo Sanmedia, 1993, s. 227.
- Szkarłat i błękit. Wiersze religijne i metafizyczne, Pelplin, Wydawnictwo Diecezjalne, 1994, s. 128.
- Kolor chryzoprazu. Liryki wybrane z lat 1986–1995, Pelplin, Wydawnictwo Wyższego Seminarium Duchownego „Bernardinum”, 1997, s. 191.
- Światło popielate, poezje, Pelplin, Wydawnictwo Diecezji Pelplińskiej „Bernardinum”, 1999, s. 87.
- Poezje wybrane, Pelplin, Wydawnictwo Diecezji Pelplińskiej „Bernardinum”, 2000, s. 198.
- Sonata obojowa. Wybór liryków, Pelplin, Wydawnictwo Diecezji Pelplińskiej „Bernardinum”, 2003, s. 167.
- Złoto i biel. Wybór poezji, Pelplin, Wydawnictwo „Bernardinum” Sp. z o.o., 2007, s. 278. Do książki załączona jest płyta z wierszami w interpretacji Piotra Adamczyka.
- Poezje. W tempie andante, Gdańsk, Fundacja Rozwoju Uniwersytetu Gdańskiego, 2009, s. 118.
- Srebrne adagio. Wybór poezji, Pelplin, Wydawnictwo „Bernardinum” Sp. z o.o., 2010, s. 392. Do książki załączona jest płyta CD z wierszami w interpretacji Ignacego Gogolewskiego.
- Przez chwilę… Wiersze z lat 2010–2011 oraz Wiersze nowe z 2012 r., Pelplin, Wydawnictwo „Bernardinum” Sp. z o.o., 2012, s. 88.

## Odznaczenia
- Złoty Krzyż Zasługi (15 października 2003)
- Brązowy Medal „Zasłużony Kulturze Gloria Artis” (28 czerwca 2017)[4]
- Medal Sint Sua Praemia Laudi Wojewody Pomorskiego (10 czerwca 2003)[5]

## Nagrody i wyróżnienia
- 1978 – I nagroda za opowiadanie pt. Park w konkursie literackim Elbląskiego Towarzystwa Kulturalnego w Elblągu
- 1978 – wyróżnienie na Łódzkiej Wiośnie Poetów za wiersz pt. 222 km/sek. (Albo: Lot nad Równiną Niebieskich traw)
- 1980 – dwa wyróżnienia za dwa zestawy wierszy w konkursie literackim Elbląskiego Towarzystwa Kulturalnego
- 1983 – wyróżnienie za zestaw wierszy na II Ogólnopolskim Konkursie Literackim im. Władysława St. Reymonta w Płocku
- 1983 – II nagroda za zestaw wierszy na Ogólnopolskim Konkursie Poetyckim „Moje miejsce na ziemi” Gorzowskiego Towarzystwa Kultury, redakcji „Ziemi Gorzowskiej” oraz Wydział Kultury Urzędu Miejskiego w Gorzowie Wielkopolskim
- 1992 – wyróżnienie za zestaw wierszy na XII Ogólnopolskim Konkursie Poetyckim Wojewódzkiego Ośrodka Kultury w Koninie oraz Towarzystwa Literackiego im. Adama Mickiewicza w Poznaniu
- 1992 – Nagroda Główna (jedna z czterech) za zestaw wierszy na VIII Ogólnopolskim Konkursie Literackim im. Józefa Ignacego Kraszewskiego w Białej Podlaskiej
- 1992 – Laur Pogórza Ciężkowic na III Ogólnopolskim Konkursie Poezji „Piękno Pogórza”, zorganizowanym m.in. przez Centrum Ignacego Jana Paderewskiego
- 1993 – II nagroda w dziale prozy (za opowiadanie) na II Ogólnopolskim Konkursie Literackim im. ks. Jerzego Popiełuszki w Bydgoszczy
- 1995 – III nagroda za wiersze na Ogólnopolskim Konkursie Literackim im. św. Maksymiliana Marii Kolbego w Warszawie
- 1995 – III nagroda za wiersze na Łódzkiej Wiośnie Poetów – XXXVII Ogólnopolskim Konkursie Poetyckim w Łodzi
- 1995 – Laur Liścia Akantu za wiersze na Ogólnopolskim Konkursie Poetyckim w Olsztynie
- 1996 – III nagroda za opowiadanie na Ogólnopolskim Konkursie Prozatorskim im. Jana Dżeżdżona w Gdańsku
- 1997 – wyróżnienie (jedno z pięciu głównych, równorzędnych) za wiersze na Ogólnopolskim Konkursie Poetyckim im. Tadeusza Sułkowskiego w Skierniewicach
- 1997 – Nagroda Prezydenta Miasta Gdańska z okazji 20-lecia debiutu literackiego
- 1998 – II nagroda za wiersze w II Ogólnopolskim Konkursie Poetyckim im. Romana Brandstaettera w Tarnowie
- 2000 – Stypendium Ministerstwa Kultury i Dziedzictwa Narodowego
- 2001 – Stypendium Ministerstwa Kultury i Dziedzictwa Narodowego
- 2001 – Nagroda Przewodniczącego Rady Miejskiej w Lęborku (III nagroda) za opowiadanie na XVI Ogólnopolskim Konkursie Literackim im. Mieczysława Stryjewskiego w Lęborku
- 2002 – Grand Prix i Nagroda Marszałka Województwa Pomorskiego za utwór pt. Świat to tylko obrazy wykreowane przez naszą świadomość oraz II nagroda w Kategorii Poezji i Nagroda Publiczności w Turnieju Jednego Wiersza na XVII Ogólnopolskim Konkursie Literackim im. Mieczysława Stryjewskiego w Lęborku
- 2003 – Nagroda Prezydenta Miasta Gdańska w Dziedzinie Kultury z okazji jubileuszu 25-lecia twórczości literackiej[6]
- 2005 – I nagroda w VI edycji Ogólnopolskiego Konkursu Poetyckiego „Prezentacje Ekologiczne Barcin 2005”
- 2006 – wyróżnienie za utwór pt. Tylko Ty i ja tutaj: w złotej widzialności dnia, w gorącym Słońcu września na II Ogólnopolskim Konkursie Poetyckim „O Wawrzyn Sądecczyzny” w Nowym Sączu
- 2006 – I nagroda w kategorii „Poezja” na Ogólnopolskim Konkursie Literackim „O Gmerk Olkuski 2006” w Olkuszu
- 2006 – I miejsce w Konkursie Poezji o Tematyce Przyrodniczej, zorganizowanym przez Zarząd Trójmiejskiego Parku Krajobrazowego w Gdańsku
- 2006 – III nagroda w V Konkursie Poetyckim „Bory słowem malowane” w Tucholi za tryptyk poetycki Trzy wiersze zimowe
- 2007 – I nagroda za poliptyk złożony z czterech utworów pt. Kwartyny poszpitalne w X Ogólnopolskim Konkursie Poetyckim „O ludzką twarz człowieka” w Krośnicach
- 2007 – Nagroda Główna, za zestaw wierszy, w kategorii wierszy o tematyce ochrony środowiska naturalnego człowieka, na Ogólnopolskim Konkursie Poetyckim XIV Piastowskiej Biesiady Poetyckiej zorganizowanym m.in. przez Starostwo Powiatowe w Pruszkowie oraz Konfraternię Poetycką „Biesiada” w Piastowie
- 2008 – wyróżnienie za książkę Złoto i biel w Konkursie Wydawnictw Literatury Pomorskiej na IX Kościerskich Targach Książki Kaszubskiej i Pomorskiej „Costerina 2008”[7]
- 2008 – Nagroda Specjalna Ministra Kultury i Dziedzictwa Narodowego z okazji jubileuszu 30-lecia działalności literackiej[5]
- 2008 – Stypendium Ministerstwa Kultury i Dziedzictwa Narodowego
- 2009 – Nagroda Główna w I edycji Konkursu Poezji Religijnej „Pamięć i Tożsamość”, zorganizowanego przez Fundację Edukacji i Twórczości, dla uczczenia osoby Karola Wojtyły – Jana Pawła II
- 2010 – Stypendium Samorządu Województwa Pomorskiego
- 2011 – Stypendium Samorządu Województwa Pomorskiego
- 2012 – Nagroda Prezydenta Miasta Gdańska w Dziedzinie Kultury z okazji jubileuszu 35-lecia działalności literackiej i wydawniczej[6]
- 2015 – Stypendium Samorządu Województwa Pomorskiego
- 2016 – II miejsce za książkę W czerni. I w bieli w Konkursie Wydawnictw Literatury Pomorskiej na XVII Kościerskich Targów Książki Kaszubskiej i Pomorskiej „Costerina 2016”
- 2016 – II nagroda w XVIII edycji Ogólnopolskiego Konkursu Poetyckiego im. Władysława Broniewskiego „O Liść Dębu” w Płocku
- 2017 – Nagroda Okolicznościowa Ministra Kultury i Dziedzictwa Narodowego
- 2018 – wyróżnienie za opowiadanie pt. Agistri na X Ogólnopolskim Konkursie Literackim „Romanse niezmyślone” redakcji „Tygodnika Zamojskiego” w Zamościu
- 2019 – wyróżnienie za opowiadanie pt. Werdykt, Albo: „Muzyka, której nikt nie słyszał”, na XIX Ogólnopolskim Konkursie Literackim „Pisanie jest dobre na chandrę”, w Oświęcimiu
- 2021 – wyróżnienie za opowiadanie pt. Nie mogę od ciebie oderwać oczu, na Ogólnopolskim Konkursie Literackim „Opowiedz o miłości”, zorganizowanym przez Bibliotekę Raczyńskich w Poznaniu i Koleje Wielkopolskie
- 2022 – Nagroda specjalna Marszałka Województwa Pomorskiego za wybitne zasługi w dziedzinie twórczości artystycznej oraz upowszechniania i ochrony kultury na rzecz mieszkańców województwa pomorskiego

Źródło:.